# Inari
Inari je japanski bog riže i poljodjelstva. Muž je božice Uke Mochi koju je ubio bog Mjeseca Tsukuyomi. Prikazivan je kao muško, žensko i androgeno biće, i ponekad je predstavljan kao kolektiv tri ili pet individualnih Kami. Zazivan je prije sadnje riže, te prije žetve riže. Prikazuje se kako sjedi na rižinim balama. Japanci rižu smatraju darom boga Inarija, jer je ona živežana namirnica milijardi ljudi u Aziji i širom svijeta, kao i osnova japanske kuhinje (uz ribu). Inari je bio jako tužan poslije smrti svoje žene, te je isplakao mnogo suza, što je za posljedicu imalo da je za uzgoj riže potrebno mnogo muke i rada, te mnogo vode.
Uz Inarija se često povezuju i kicunei.